# بی‌خواب (آلبوم گرین دی)
«بی‌خواب» (به انگلیسی: Insomniac) یک آلبوم از گرین دی است که در ۱۰ اکتبر ۱۹۹۵ منتشر شد.